# Edmond Baert
Pour les articles homonymes, voir Baert.
Edmond Baert est un violoncelliste et pédagogue belge, né le 16 janvier 1934 à Couillet (Charleroi, Belgique) et mort le 17 février 2024 à Bordeaux (Gironde, France).

## Biographie
Edmond Baert découvre le violoncelle à l'âge de 6 ans. À 17 ans, il entre au Conservatoire royal de Bruxelles où il étudie auprès de Maurice Dambois (violoncelle), mais aussi Louis Van de Plassche et Raymond Moulaert (solfège), Frans Van Straelen et Roger Bragard (histoire de la musique), Rodolphe Soiron (musique de chambre), Marguerite Wouters et Sylvain Vouillemin (harmonie). En 1954, il reçoit le Prix Henri Van Cutsem de violoncelle à l'unanimité. Il étudie également à la Chapelle musicale Reine Élisabeth.
À partir de 1966, il assiste Maurice Dambois au Conservatoire royal de Bruxelles, puis lui succède comme professeur de violoncelle. Parallèlement à ses activités de pédagogue au Conservatoire royal de Bruxelles et à la Chapelle musicale Reine Élisabeth, il poursuit une carrière d'interprète : il est violoncelle solo à l'Orchestre national de Belgique et membre de plusieurs ensembles de musique de chambre (Trio à Clavier de Belgique, Quatuor de Bruxelles, Quatuor Maurice Raskin, duo avec Serge Bémant).
Edmond Baert a formé deux professeurs du Conservatoire royal de Bruxelles, Marie Hallynck et Didier Poskin. Il poursuit son activité de pédagogue après sa retraite en 1997, notamment en donnant des masterclasses.  

## Distinctions
Edmond Baert reçoit la distinction de Chevalier de l'Ordre de la Couronne le 15 novembre 1975.

## Hommages
Le Conservatoire royal de Bruxelles a organisé deux événements en hommage à Edmond Baert. Le premier a eu lieu dans les murs du Conservatoire le 5 février 2014, et a réuni plus de 80 violoncellistes pour fêter les 80 ans de l'ancien professeur. Le second s'est tenu dans la salle Gothique de l'Hôtel de ville de Bruxelles le 30 novembre 2024, quelques mois après le décès d'Edmond Baert. Des étudiants et professeurs du Conservatoire royal de Bruxelles y ont donné un concert en sa mémoire. 

## Concours international de violoncelle Edmond Baert
Le Concours international de violoncelle Edmond Baert a été créé en 2002 par Marian Mitea, et se tient chaque année à l'Académie de musique de Woluwe-Saint-Pierre qui organise cette épreuve avec l'aide de l'ASBL Les Amis de l’Académie de Musique et en collaboration avec le département de la Culture. Le nom du concours rend hommage à « une grande personnalité du monde musical, reconnue pour son talent et sa générosité : Monsieur Edmond Baert, grand violoncelliste belge et un des plus remarquables pédagogues qui soit.»

## Discographie sélective
- Antonio Vivaldi, Jean-Marie Leclair, Benedetto Marcello, Une soirée avec les solistes de Bruxelles (avec Lola Bobesco, Albert Speguel, Pierre Cauvin, Georges Duyckaerts, Madeleine De Lobbe, Freddy Legrand, Piet Verlinden, Jean Aerts, Fernand Fontaine, Simonne Vierset) ; Deutsche Grammophon Gesellschaft – LP 8592 ; 1965.
- François Joseph Fétis, Quatuor & Quintette à cordes, par le Quatuor de Bruxelles (avec Michel Collin, André Martin, Guy Decleire, et Louis Logie) ; Musique en Wallonie – MW 7 ; 1972.
- Felix Mendelssohn, Les 2 Trios pour piano, violon et violoncelle, par Le Trio à Clavier de Belgique (avec Dalia Ouziel et Jerrold Rubenstein) ; Alpha 34 – DB 221 ; 1975.
- W.A. Mozart, Carl Maria von Weber, Quintette für Klarinette (avec Walter Boeykens, Augustin Léon Ara, Andrzej Siwy, Atar Arad, Marie-Thérèse Gilissen) ; Alpha 34 – DB 217 ; 1976.
- Jean Rogister, Musique pour Cordes, par le Quatuor à cordes Maurice Raskin (avec Maurice Raskin André Gousseau, Ginette Decocq, Jeanine Janssens, Roger Nauwelaers, Simone Benin-Raskin) ; Musique en Wallonie – MWL 506 ; 1978.
- Désiré Pâque, Raymond Chevreuille, Deuxième Quatuor à cordes, op.30, Quintette pour Quatuor à cordes et clarinette, op.91, par le Quatuor de Bruxelles (avec André Martin, Michel Collin, Guy Decleire) et le Quatuor Bella Arte ; Alpha 34 – DBM-F265 ; 1978.
- W.A. Mozart, Trios piano, violon, violoncelle, par Le Trio à Clavier de Belgique (avec Dalia Ouziel et Jerrold Rubenstein) ; Alpha 34 – DB 277 ; 1979.
- Henri Vieuxtemps, Quatuors à cordes n°2&3, par le Quatuor Maurice Raskin (avec Maurice Raskin, André Gousseau, Roger Nauwelaers) ; Musique en Wallonie – MW 80039 ; 1981.
- Jofroi – J’ai le Moral (avec Marc Keiser, Philippe Leblanc, Claude Maurane, Dani Klein, Martine Kivits, Sam McKinney, Michel Vanesse, Pierre Bernard, Paul Elias, Alain Lovemberg, Baudouin Dehaye, Arnould Massart, Jean-Paul Laurent, Paul De Clerck, Michel Herve) ; Cormoran – COR 1713 ; 1983.
- Cesar Franck, Johannes Brahms, Cello Sonatas (avec Serge Bémant) ; Pavane Records – ADW 7124 ; 1983.
- Frédéric Chopin, Adrien-François Servais, Piano & Cello (avec Serge Bémant) ; Pavane Records – ADW 7185 ; 1985.
- Jean Rogister, Symphonie pour Quatuor à cordes solo et grand orchestre, Fantaisie Burlesque, par le Quatuor Brahms (avec Hilde Van Keer, Jerrold Rubenstein, Thérèse-Marie Gilissen) et l’Orchestre symphonique de la RTBF ; Musique en Wallonie, Koch Schwann (en) Musica Mundi – CD 11856 ; 1987.
- Théo Ysaÿe, Nocturne, Quintette à clavier, Variations pour deux pianos, par l’Ensemble César Franck (avec Jean-Claude Vanden Eynden, Thérèse-Marie Gilissen, Tomiko Shida, Véronique Bogaerts) et Daniel Blumenthal ; Koch Schwann Musica Mundi – CD 310 083 H1 ; 1990.
- César Franck, Quintette à clavier en fa mineur, Sonate pour piano et alto en La majeur, par l’Ensemble César Franck (avec Véronique Bogaerts, Tomiko Shida, Thérèse-Marie Gilissen, Jean-Claude Vanden Eynden) ; Koch Schwann – 3-1055-2 ; 1993.
- Ernest Chausson, Concert for Violin, Piano and String Quartet, String Quartet "Unfinished", par l'Ensemble César Franck ; René Gailly International Productions – CD 87 085 ; 1994.
- Cesar Franck, Johannes Brahms, Frederic Chopin, Adrien-François Servais, Romantic cello sonatas (avec Serge Bémant) ; Pavane Records – ADW 7124 ; 1994.
- André-Jean Smit, Smaragdos, Mouvements Symphoniques, Stèle, Esquisses concertantes, Élégie, par le Nouvel Orchestre Symphonique de la RTBF, l’Orchestre de Chambre de la RTBF, l’Orchestre de Chambre de Wallonie ; Fibonacci Production – FIBO-001 ; 2000.
- François-Joseph Fétis, Grand sextuor pour piano, Sonates pour piano forte, Premier Quintette (avec Domnique Cornil, Olivier Gardon, Véronique Bogaerts, François Chamberlan, Michel Colin, André Martin, Paul de Clerck, Guy Decleire, Louis Logie, Hans Mannes) ; Musique en Wallonie – MEW 0423 ; 2004.